# Bossiaea cinerea
Bossiaea cinerea är en ärtväxtart som beskrevs av Robert Brown. Bossiaea cinerea ingår i släktet Bossiaea och familjen ärtväxter. Inga underarter finns listade i Catalogue of Life.